# والسول الجنوبية (دائرة انتخابية في المملكة المتحدة)
والسال الجنوبية (بالإنجليزية: Walsall South)‏ هي إحدى الدوائر الانتخابية في المملكة المتحدة الممثلة في مجلس العموم في برلمان المملكة المتحدة.
عضو البرلمان الذي يمثلها حالياً هو :Rt Hon Bruce George (Lab).